# ۱۵۹۱ (میلادی)
۱۵۹۱ (میلادی) هزار و پانصد و نود و یکمین سال تقویم میلادی است.

## رویدادها
- ۱۰ آوریل – حرکت ناوگان جیمز لنکستر از انگلستان به سمت شرق. این سرآغاز نفوذ کمپانی هند شرقی بریتانیا در شرق بود.

## زادگان
- ۲۱ فوریه – ژرار دوسارگ، ریاضی‌دان، معمار، و مهندس فرانسوی (د. ۱۶۶۱)
- ۲۴ اوت – رابرت هریک، شاعر بریتانیایی (د. ۱۶۷۴)

## درگذشتگان
- ۱۴ دسامبر – یوهان صلیبی، کشیش و شاعر اسپانیایی (ز. ۱۵۴۲)